# Anna Ogino
Pour les articles homonymes, voir Ogino.
Anna Ogino (荻野 アンナ, Ogino Anna), née le 17 novembre 1956, est une écrivaine japonaise, professeur émérite de littérature à l'université Keiō.

## Jeunesse
Anna Ogino est née Anna Gaillard dans le district Naka-ku de Yokohama dans la préfecture de Kanagawa, d'une mère japonaise et d'un père d'ascendance euro-américaine. Elle est naturalisée japonaise alors qu'elle est à l'école maternelle et obtient son baccalauréat et une maîtrise en littérature française de l'université Keiō, en même temps qu'elle reçoit une bourse pour étudier Rabelais à l'université Paris-Sorbonne. Elle est nommée professeure à Keiō en 2002.

## Carrière
Anna Ogino commence à écrire en 1983 comme auteur de textes pour bandes dessinées au sujet des sirènes. Un travail remarquable, Watakushi no aidokusho (« Mon histoire d'amour-haine avec les livres ») est un roman critique qui compare d'éminents auteurs japonais de sexe masculin à différents types d'aliments. Elle est lauréate du prix Akutagawa en 1991 pour Seoi mizu (« Le fardeau de l'eau ») et de l'édition 2001 du prix Yomiuri pour Horafuki-Anri no bōken.

## Publications
- Yukitai (遊機体) Bungeishunjū, 1990,  (ISBN 9784163121802)
- Watakushi no aidokusho (私の愛毒書), Fukutake Shoten,  (ISBN 9784828823980)
- Seoi-mizu (背負い水), Bungeishunjū, 1991,  (ISBN 9784163127606)
- Blūgeru tonda (ブリューゲル、飛んだ), Shinchōsha, 1991,  (ISBN 978-4103817017)
- Ai robu ango (アイ・ラブ安吾), Asahi Shimbun Publication, 1992,  (ISBN 978-4022640734)
- Kojiki gaiden (コジキ外伝), Iwanami shoten, 1992,  (ISBN 4000041576)
- Madona no henshin shikkaku (マドンナの変身失格), Fukutake Shoten, 1993,  (ISBN 978-4828824635)
- Shūkan Ogino (週刊オギノ), Kadokawa Shoten, 1993,  (ISBN 978-4041895016)
- Annaryū genki ga nani yori (アンナ流 元気がなにより), Kairyūsha, 1993,  (ISBN 4759303650)
- Taberu onna (食べる女), Bungeishunjū, 1994,  (ISBN 978-4163146904)
- Momo monogatari (桃物語), Kodansha, 1994,  (ISBN 4062054434)
- Raburē shuppan (ラブレー出帆), Iwanami shoten, 1994,  (ISBN 978-4000037327)
- Hyakumanchōsha to kelkun suru kyō (百万長者と結婚する教), Kodansha, 1995,  (ISBN 978-4062079402)
- Anna no kōjō kankō (アンナの工場観光), Kyōdō Tsūshinsha, 1995,  (ISBN 4764103516)
- Metantei Maririn (名探偵マリリン), Asahi Shimbun Publication, 1995,  (ISBN 978-4022568694)
- Nama mugi・name gome・name akubi (生ムギ・生ゴメ・生アクビ), Kodansha, 1995,  (ISBN 978-4062075657)
- Sora no hon (空の本), Parco Publishing, 1996,  (ISBN 978-4891944865)
- Pari hana no pasa-ju monogatari (パリ 華のパサージュ物語), NHK shuppan, 1996,  (ISBN 978-4140052341)
- Hanshi hansei (半死半生), Kadokawa shoten, 1996,  (ISBN 978-4048729741)
- Shi no hakken: yōroppa no kosō o tazunete (死の発見：ヨーロッパの古層を訪ねて), co-écrit avec Matsubara Hideichi et Yōrō Takeshi, Iwanami shoten, 1997,  (ISBN 978-4000233163)
- Ichinichi sanshoku hirune jiten (一日三食ひるね辞典), TBS Britanica, 1999,  (ISBN 978-4484992112)
- Makkana uso no tsukikata (まっかなウソのつき方), co-écrit avec Terry Itō, Eagle Publishing, 1999,  (ISBN 978-4901191005)
- Sora tobu buta (空飛ぶ豚),Kyōdō Tsūshinsha, 1999,  (ISBN 978-4764104211)
- 『Warau』shikanai! (『笑う』しかない！), Mikasa Shobo, 2001,  (ISBN 978-4837960133)
- Horafuki Anri no bōken (ホラ吹きアンリの冒険, The Adventures of Henri the Braggart), Bungeishunjū, 2001,  (ISBN 9784163198200)
- Kenage (けなげ), Iwanami shoten, 2002,  (ISBN 978-4000227209)
- Ton ton hyōshi (とんとん拍子), Seiryusha, 2002,  (ISBN 978-4860290023)
- Anna no enerugi kankō (アンナのエネルギー観光), Ei Shuppansha, 2004,  (ISBN 978-4777900596)
- Raburē de genki ni naru (ラブレーで元気になる), Misuzu Shobo, 2005,  (ISBN 978-4622083146)
- Kani to kare to watashi (蟹と彼と私, The Crab, Him and Me), Shueisha, 2007,  (ISBN 9784087748727)
- Hataraku Anna no hitorikko kaigō (働くアンナの一人っ子介護), Gurafu sha, 2008,  (ISBN 978-4766212099)
- Naguru onna (殴る女), Shueisha, 2009,  (ISBN 978-4087713183)
- Erotama (えろたま), Chuokoron Shinsha, 2013,  (ISBN 978-4120044960)
- Denki sakka (電気作家), Goma Books, 2015,  (ISBN 978-4777116171)
- Kashisugawa (カシス川, River of Cassis), Bungeishunjū, 2017,  (ISBN 9784163907345)
- Rōfujin marianu suzuki no heya (老婦人マリアンヌ鈴木の部屋),Asahi Shimbun Publication, 2021,  (ISBN 978-4022517456)

## Traductions
- Tonta raburē (とんだタビュラン), transduction de Raoul Taburin (1995) de Jean-jacques Sempé, Taiheisha, 1997,  (ISBN 978-4924330436)
- Koibitotachi- a-mu・su-ru (恋人たち- ア－ム・ス－ル), transduction d' Âmes sœurs (1991) de Jean-jacques Sempé, Taiheisha, 1998,  (ISBN 978-4924330474)
- Ohana no sukina ōkami kun (おはなのすきなおおかみくん), transduction de Maxime Loupiot de Marie-Odile Judes, Kodansha, 1999,  (ISBN 978-4062619851)
- San・torope (サン・トロペ), transduction de Saint Tropez (1968) de Jean-jacques Sempé, Taiheisha, 1999,  (ISBN 978-4924330528)